# 16.6 (Before the Devil Knows You're Dead)
16.6 (Before the Devil Knows You're Dead) è l'ottavo album in studio del gruppo musicale tedesco heavy/power metal Primal Fear, pubblicato nel 2009 dalla Frontiers Records.

## Tracce
1. Before the Devil Knows You're Dead – 0:51
2. Riding the Eagle – 5:00
3. Six Times Dead (16.6) – 4:02
4. Black Rain – 6:09
5. Under the Radar – 5:28
6. 5.0/Torn – 7:15
7. Soar – 4:18
8. Killbound – 4:15
9. No Smoke without Fire – 4:54
10. Night After Night – 5:03
11. Smith & Wesson – 4:47
12. The Exorcist – 4:49
13. Hands of Time – 4:23
14. Cry Havoc (Digipack Bonus) – 4:00
15. Scream (Digipack Bonus) – 4:41
16. No Smoke Without Fire Re-Mix (Japanese Bonus) – 4:54

## Formazione
- Ralf Scheepers - voce
- Henny Wolter - chitarra
- Magnus Karlsson - chitarra
- Mat Sinner - basso, cori
- Randy Black - batteria